# Superjúpiter
Un superjúpiter és un exoplaneta gegant gasós que és més massiu que el planeta Júpiter. Per exemple, els objectes a la frontera entre el planeta i la nana marró han estat anomenats superjúpiters, com ara al voltant de l'estrella Kappa Andromedae.
El 2011 hi havia 180 superjúpiters coneguts, alguns calents, alguns freds. Tot i que són més massius que Júpiter, segueixen sent la mateixa mida que Júpiter fins a 80 masses de Júpiter. Això vol dir que la seva gravetat superficial i la seva densitat augmenten proporcionalment a la seva massa. L'augment de la massa comprimeix el planeta a causa de la gravetat, evitant així que sigui més gran.  En comparació, els planetes una mica més lleugers que Júpiter poden ser més grans, els anomenats "planetes inflats" (gegants gasosos amb un gran diàmetre però de baixa densitat). Un exemple d'això pot ser l'exoplaneta HAT-P-1b amb aproximadament la meitat de la massa de Júpiter però aproximadament 1,38 vegades més gran de diàmetre.
CoRoT-3b, amb una massa al voltant de 22 masses de Júpiter, es preveu que tingui una densitat mitjana de 26,4 g/cm3, superior a l'osmi (22,6 g/cm3), l'element natural més dens en condicions estàndard. La compressió extrema de la matèria a l'interior provoca l'alta densitat, perquè probablement està composta principalment per hidrogen. La gravetat superficial també és alta, més de 50 vegades la de la Terra.
El 2012, el superjúpiter Kappa Andromedae b es va fotografiar al voltant de l'estrella Kappa Andromedae, orbitant-lo al voltant d'1,8 vegades la distància a la qual Neptú orbita el Sol.